# Спартак (фильм, 1960)
«Спарта́к» — художественный фильм, пеплум режиссёра Стэнли Кубрика, поставленный по одноимённому роману Говарда Фаста в 1960 году. Первый высокобюджетный, цветной фильм Кубрика, сделавший имя молодому режиссёру. Сюжет картины рассказывает о восстании под предводительством раба-гладиатора Спартака, бросившем вызов власти Рима в лице консула Марка Лициния Красса. Кубрик не считал фильм своей авторской работой, так как был ограничен в принятии решений в ходе производства, оставшись в положении наёмного студийного режиссёра.
С бюджетом в 12 млн долларов картина стала самым дорогостоящим проектом компании Universal на 1960 год. Производство фильма оказалось сложным, в основном, из-за трудностей со сценарием, который полностью переписывался несколько раз, и цензурных правок. Несмотря на то, что действие картины разворачивается в античное время, она затронула острые проблемы современности: расовую дискриминацию, преследование коммунистически настроенных деятелей культуры, однополую любовь. Сценаристом картины стал писатель из «Чёрного списка Голливуда» Далтон Трамбо. Его имя, появившееся в титрах картины, стало первым официальным признанием опального писателя с 1947 года и де-факто прекращением действия «чёрного списка». Выход на экраны картины, имевшей отчётливый левый политический контекст, ассоциируют со снижением разгула маккартизма и приходом к власти либеральной администрации Кеннеди.
Критика начала 1960-х встретила картину сдержанно, негативно отметив несбалансированность сценария и слабую актёрскую игру. С выходом восстановленной версии в 1991 году фильм Кубрика получил, в основном, положительные отзывы. Картина завоевала престижные кинематографические награды, в их числе четыре премии «Оскар» и один «Золотой глобус» (лучший фильм-драма). Картина породила многочисленные подражания, фразы героев вошли в разговорный английский язык. В 2017 году внесён в Национальный реестр фильмов.

## Сюжет
События картины происходят в Древнем Риме в 73—71 гг. до н. э. Лентул Батиат, набирая новичков для своей гладиаторской школы под Капуей, покупает в каменоломне фракийца по имени Спартак. Полагая, что из раба выйдет хороший боец, он просит ланисту школы Марцелла уделить ему особое внимание. Будущие гладиаторы проходят тренировки, с ними хорошо обращаются и даже приводят к ним женщин. Батиат распоряжается отдать Спартаку на ночь самую красивую рабыню Варинию, но Спартак отказывается от «случки», бросив хозяину, что он не животное. Спартак и Вариния после первой встречи проявляют взаимную симпатию, хотя могут только обмениваться взглядами.
Школу Батиата почтили своим визитом консул Марк Лициний Красс и Марк Публий Глабр с двумя матронами. В качестве подарка к свадьбе Глабра Красс заказывает смертельный бой двух пар лучших гладиаторов. Батиат опасается бунта: в стенах школы не принято проводить бои со смертельным исходом, но Красс подкупает его за 25 000 сестерциев и Батиат соглашается. Выбраны четыре бойца: Крикс, Галино, Спартак и Драбба. Галино погибает в поединке на мечах с Криксом. Спартак, вооружившись мечом и щитом, сражается с ретиарием эфиопом Драббой. В ходе схватки могучий великан Драбба разоружает Спартака. Знать требует добить Спартака, но Драбба, давший слово никогда не биться до смерти, бросает свой трезубец в зрителей и лезет на балкон. Стражник поражает мятежного раба копьём, а Красс добивает ударом кинжала. Труп Драббы, подвешенный на кухне, и известие о том, что Вариния продана Крассу, приводят в ярость Спартака. Он поднимает бунт и убивает Марцелла. Гладиаторы быстро истребляют охрану и завладевают школой. Спартак, встав во главе восстания, прекращает начавшиеся бесчинства. Он считает, что следует прорываться к морю, в направлении Бриндизи и, договорившись с киликийскими пиратами, покинуть страну. Гладиаторы разбивают лагерь возле Везувия. К ним начинают стекаться беглые рабы со всей округи. Спартак организует коммуну и производство. Рабы обеспечивают себя оружием, продуктами и всем необходимым. Вскоре к Спартаку возвращается сбежавшая Вариния. Они признаются друг другу в любви. К лагерю мятежников прибивается бывший раб Красса, певец Антонин, который становится близким другом Спартака.
В Риме известия о восстании рабов поначалу принимают спокойно. Лидеры Сената военачальник Красс и либерал Гракх ищут свою выгоду в сложившейся ситуации. Сенат соглашается с предложением Гракха отправить на подавление мятежа 6 когорт из римского гарнизона под началом Глабра. Красс приходит в ярость, узнав, что его протеже Глабр попался в ловушку Гракха, а гарнизон перешёл под командование Цезаря, сторонника Гракха. Повстанцы расправляются с отрядом, напав ночью на лагерь римлян. Рабы продолжают победное шествие по Италии, продвигаясь на юг к Бриндизи. В Риме растёт беспокойство, восстание приводит к перебоям с поставками продовольствия. В итоге Сенат передаёт диктаторские полномочия Крассу.
Проходит зима, наступает весна. Вариния сообщает Спартаку, что ждёт ребёнка. Войско повстанцев добирается маршем до Бриндизи, но несмотря на предварительное согласие, эмиссар пиратов отказывается перевезти повстанцев. Спартак выбивает из него признание, что пиратов перекупил Красс. С запада подходит армия Помпея, из Азии по морю в Бриндизи плывёт армия Лукулла. Мятежникам некуда отступать. Глава повстанцев отказывается бежать, остаётся во главе войска и, понимая, что неизбежно столкнётся с армией Красса, решает возвращаться на север, в направлении Рима. В последнем сражении повстанцы поначалу захватили инициативу благодаря военной хитрости Спартака. Однако подоспевшая конница Помпея и Лукулла атакует мятежников с фланга, с холма спускаются резервные 10 легионов, и рабы терпят сокрушительное поражение, из-за подавляющего численного превосходства римлян. Красс ищет предводителя восставших среди пленных, но он не помнит, как тот выглядит. Красс обещает пленным спасение от распятия, если они выдадут своего лидера, но рабы отказываются, поднимаясь все как один со словами «Я — Спартак!».
Красс приказывает распять всех 6000 пленных вдоль Аппиевой дороги. Красс находит на поле битвы Варинию, которая только что родила мальчика. Он узнаёт, что она жена Спартака. Вариния говорит ему, что её муж мёртв. Красс забирает Варинию с сыном в свой дом в Риме. Он пытается ухаживать за ней, но Вариния отвергает все его знаки внимания. В бешенстве консул покидает дом и отправляется к воротам Рима, где дожидаются своей казни последние из рабов. В их числе и Антонин со Спартаком. Красс узнал своего бывшего раба, а также убедился, что второй — Спартак. Он приказывает им сражаться до смерти, причём победителя распнут на кресте. Спартак, не желая доставлять римлянам удовольствие от поединка, убивает своего друга, Антонин перед смертью прощает своего убийцу.
Тем временем Гракх, утративший влияние после победы Красса, узнаёт об арестах в городе и то, что ему предписана ссылка. Гракх, желая отомстить Крассу, нанимает Батиата для похищения Варинии с ребёнком. Батиат выполняет поручение и тайно привозит их в дом Гракха. Сенатор передаёт Варинии и сыну Спартака документы на освобождение из рабства и просит Батиата увезти её из Рима в одно из своих отдалённых поместий, скрыв их от Красса. После отъезда гостей Гракх совершает самоубийство. На выезде из Рима, пока Батиат предъявляет бумаги, женщина обращает внимание на одного из рабов, распятого около ворот. Вариния припадает к ногам своего возлюбленного. В последние минуты жизни Спартак видит свою Варинию и их ребёнка. Он слышит, что они свободны, что его сын свободен.

## В ролях
Актёрский состав:
| Актёр         | Роль               |
| ------------- | ------------------ |
| Кирк Дуглас   | Спартак            |
| Лоренс Оливье | Марк Лициний Красс |
| Джин Симмонс  | Вариния            |
| Тони Кёртис   | Антонин            |
| Чарльз Лоутон | Гракх              |
| Питер Устинов | Лентул Батиат      |
| Джон Гэвин    | Юлий Цезарь        |
| Нина Фох      | Елена Глабр        |
| Джон Айрленд  | Крикс              |
| Пол Ламберт   | Ганник             |

| Актёр                                | Роль              |
| ------------------------------------ | ----------------- |
| Герберт Лом                          | Тигран Левант     |
| Джон Долл                            | Марк Публий Глабр |
| Чарльз Макгроу                       | Марцелл           |
| Харольд Джей Стоун                   | Давид             |
| Вуди Строуд                          | Драбба            |
| Джон Хойт                            | Гай               |
| Джеймс Гриффит                       | Отон              |
| Ник Деннис (в титрах Николас Деннис) | Дионисий          |
| Ник Перин                            | голос за кадром   |

Съёмочная группа:
- художник: Александр Голицын
- визуальные эффекты: Ва Чанг[англ.], Дон Салин[англ.]
- редактор: Роберт Лоуренс
- арт-директор: Эрик Орбом[англ.]
- музыкальный директор: Джозеф Гершенсон
- костюмы: Арлингтон Валле[англ.]
- костюмы: Джин Симмонс: Билл Томас[англ.]
- декорации: Рассел Гаусман[англ.], Джулия Херон
- подбор актёров: Лео Вассерман[англ.][5]

| |  |  |  |  |  |  |
| актёрский состав: Кирк Дуглас, Лоренс Оливье, Джин Симмонс, Чарльз Лоутон, Питер Устинов, Тони Кёртис, Джон Гэвин |  |  |  |  |  |  |

## Создание

### Предыстория
История одного из крупнейших восстаний древнего мира и его лидера издавна привлекала деятелей искусства. Достоверно о личности Спартака известно немного, что давало значительную свободу трактовки. Если античные источники, относившиеся к рабству как к норме, считали восстание нарушением общественного порядка, то в новейшей истории тема приобрела другое звучание. В XIX и XX веках был создан целый ряд произведений искусства, в которых фигура Спартака имела черты народного героя и даже лидера революционного движения в Древнем Риме. Он стал символом коммунистического движения. Спартака упоминал в своих трудах Карл Маркс. В 1918—1919 годах, во время революции в Германии, сторонники Розы Люксембург и Карла Либкнехта называли себя «Союзом Спартака». Древнеримский герой стал заметным явлением и в американской культуре, в качестве персонажа пьесы Роберта Монтгомери Бёрда «Гладиатор» (1831 г). Постановка сыграла важное значение в кампании аболиционистов, развернувшейся в СМИ в первой половине XIX века. В ней уже тогда прозвучали знакомые мотивы: США — борющаяся за свободу молодая нация, Британия — Римская империя. Речь Элии Келога «Монолог Спартака» учат в школах, как образец патриотического текста.
Одним из самых известных западных авторов левого толка, обратившихся к древней истории, стал Говард Фаст. Книгу о восстании рабов писатель-коммунист начал создавать, отбывая наказание в тюрьме за свои политические убеждения. В 1951 году роман вышел в свет, стал бестселлером и был переведён на многие языки. В 1954 году произведение было удостоено Сталинской премии мира. В конце 1957 года Эдвард Льюис, партнёр Кирка Дугласа в продюсерской компании Bryna, предложил ему приобрести права на экранизацию. Кирк заинтересовался книгой, но большого значения не придал и с выкупом прав повременил. У Дугласа уже был достаточно успешный опыт работы в исторической тематике с United Artists в картине «Викинги» (1957 год), но на тот момент возвращаться к ней он не планировал.

### Начало
Ситуация изменилась, когда в начале 1958 года Дуглас узнал о новом высокобюджетном проекте MGM «Бен-Гур». Дуглас, считая, что по типажу хорошо подходит на главную роль, начал «обрабатывать» Уильяма Уайлера. Уайлер в ответ предложил Дугласу вместо Бен-Гура роль второго плана Мессалы. Кирк отказался и задумал ответные действия соответствующего масштаба, вернувшись к отложенной идее. На собственные средства он приобрёл опцион на экранизацию романа Фаста. Затем актёр начал переговоры с United Artists о съёмках картины, посвящённой восстанию гладиаторов. Памятуя о «Викингах», Дуглас был уверен в том, что долго уговаривать не придётся.
Дальнейшие события Дуглас в воспоминаниях назвал «войной за „Спартака“». Глава United Artists Артур Крим отказался принимать картину в производство. Как выяснилось, компания уже анонсировала картину с рабочим названием «Гладиаторы», по одноимённой книге Артура Кёстлера . Режиссёром проекта должен был стать Мартин Ритт, сценаристом — Абрахам Полонски, а Юл Бриннер дал согласие исполнить главную роль. Обложку одного из тогдашних выпусков журнала Variety украсила фотография Бриннера в костюме гладиатора. В Голливуде ходили слухи, что команда имеет бюджет в 5,5 млн долларов и даже успела снять часть материала. Дуглас предложил слить два проекта в один, но Бриннер отклонил предложение. Ко всему прочему, United Artists владела авторскими правами на название «Гладиаторы» и «Спартак». Тем не менее, Дуглас решил, что его конкуренты блефуют, и он должен довести собственную идею до максимальной готовности. Дуглас узнал от информаторов, что команда «Гладиаторов» собирается проводить съёмку полностью в Европе, а значит, начнут они только весной 1959 года. «Спартака» же он предложил снимать полностью в США, и начать можно будет немедленно — в январе 1959 года.
Дуглас предварительно выбрал сценаристом самого автора книги. Говард Фаст не имел опыта в разработке сценариев, к тому же с писателем-«комми» легко могли возникнуть проблемы цензурного характера. 102-страничный черновик сценария Фаста не понравился никому. Прочитав первые 60 страниц, Дуглас назвал их «катастрофой»: персонажи вышли ходульными, а сюжет слишком «разговорным». Вообще, повествование получилось не столько о Спартаке, сколько о восстании. Однако именно этот черновик, за неимением лучшего, Дуглас принёс к конкурентам United Artists — в студию Universal. Встреча состоялась 27 мая 1958 года. Глава производственного отдела студии Universal Эд Мул, ознакомившись с рукописью, проявил сдержанный интерес, но в целом идея пришлась ко двору. Представители студии согласились с предложением и рекомендовали доработать сценарий. Понятно было, что необходимо искать другого сценариста.

### Сценарий
Опцион на роман заканчивался; решение требовалось немедленно. Дуглас обратился к Далтону Трамбо. Писатель из подвергнутой остракизму голливудской десятки, в недавнем прошлом из числа самых высокооплачиваемых сценаристов Голливуда, находился на полулегальном положении. Запрет на обращение к деятелям из опальной десятки был достаточно условным. К услугам тех, кому присылала свои повестки Комиссия по расследованию антиамериканской деятельности (HUAC), продюсеры прибегали не столь уж редко, оформляя их под чужим именем или используя иные уловки. Ввиду стеснённых обстоятельств писатели были нетребовательны, и их гонорар был невысок. 
 Впрочем, в случае «Спартака» Трамбо оговорил гонорар, соответствующий оплате услуг легального писателя, по оценкам, от 60 тыс. до 75 тыс. долларов и нераскрытый процент с проката. В записке другу Трамбо написал:

Я думаю… это будет грандиозный фильм: с огромным бюджетом, звёздами, и эта штука соберёт кассу. Как я выражаюсь, я наложил на неё лапу.
Оригинальный текст (англ.)I think, … it would make a hell of a film: it would also have a vast budget, big stars, and a piece would make some dough. As I say, I've got my claws in it."

У компании Bryna был долгосрочный контракт с Трамбо, и «Спартак» был одной из их многих совместных работ. У продюсеров постоянно возникали проблемы с выплатой гонорара «теневому» сотруднику. Частью сделки стало обещание Трамбо включить его имя в титры картины, легализация помогла бы и студии, и работнику. В марте 1958 года Bryna специально наняла PR-специалиста для изучения общественного мнения на случай, если имя Трамбо появится в титрах. В июне 1958 года Дуглас встретился с вице-президентом Ричардом Никсоном и обсудил возможность снятия ограничений с представителей «голливудской десятки». Между тем влиятельный Американский легион начал «охоту на ведьм» — кампанию контроля за деятельностью киностудий.
Приступив к своим обязанностям, Трамбо взялся за изучение предмета. Трамбо был весьма невысокого мнения о Фасте как писателе, но некоторое время им пришлось работать совместно. Просмотрев первый черновик, он выделил основную проблему: в сценарии слишком много внимания уделялось Риму. Кроме того, конфликт происходил между двумя классами: гражданами Рима и рабами. Зрителю же прежде всего интересно столкновение личностей, которые в сценарии внятно изображены не были.
Основная часть работы над сценарием пришлась на период с июля по декабрь 1958 года. За это время Трамбо, писавший под псевдонимом «Сэм Джексон», подготовил один за другим три варианта сценария, последний из которых удовлетворил продюсеров в такой степени, что уже можно было строить планы съёмок. Дуглас не мог пожаловаться на отдачу. Трамбо славился своей работоспособностью, писал с «умопомрачительной скоростью» и беспрекословно соглашался на любую корректировку текста. В это же время Далтон Трамбо работал над другим серьёзным проектом: картиной «Исход», также вызвавшей резонанс в творческой среде. Трамбо тайно привозили на съёмки, так как по их ходу он продолжал изменять сценарий. Впрочем, это был секрет, о котором знал весь Голливуд и который даже был поводом для шуток. Между тем в конце 1959 года на заседании Комиссии по расследованию антиамериканской деятельности поднимали вопрос о том, почему осуждённый комитетом писатель продолжает активно сотрудничать с Universal, и представителям студии приходилось объясняться по этому поводу.

### Подбор команды
В октябре 1958 года на встрече между United Artists и Universal прошла дискуссия по поводу дальнейших действий двух студий. Исполнительный директор Universal Милтон Ракмилл неожиданно для Дугласа заявил, что «в январе будущего [1959] года компания начинает работу над картиной „Спартак“». Представители United Artists ответили на это смехом. В перерыве переговоров Дуглас подошёл к представителю United Artists Артуру Криму и предложил решить всё полюбовно. «У нас долгий совместный путь, и будет ещё много картин», — сказал он юристу. 27 октября 1958 года United Artists признала поражение в проекте «Гладиаторы», сообщив об отсутствии претензий к конкурентам. В значительной мере это было достижением агента Кирка Дугласа, представителя компании по подбору талантов MCA Inc. Лео Вассермана. Имена Лоренса Оливье, Чарльза Лоутона, Питера Устинова, зарекомендовавших себя именно в пеплумах, говорили сами за себя. Переговоры с британскими актёрами об условиях участия прошли в Лондоне в июле 1958 года. «Спартак» вошёл в планы студии Universal на будущий год .
Несмотря на заявление директора, у проекта, ставшего флагманским для Universal, пока не было ни режиссёра, ни ведущей актрисы, ни сценария. Де-факто исполнительным продюсером будущей картины стал Кирк Дуглас, следующим шагом был выбор режиссёра. Первым его вариантом был Дэвид Лин, но тот сразу отказался, так как по творческой манере не соответствовал материалу. Рассматривались также кандидатуры Джозефа Манкевича и Стэнли Кубрика. Студия настояла на своём выборе режиссёра. Энтони Манн имел репутацию кассового режиссёра, но был известен, главным образом, по вестернам. Дуглас согласился только потому, что график производства уже задерживался на три месяца и важно было стартовать немедленно. Он считал, что Манну сложно будет показать трагедию личности в высокобюджетном пеплуме с батальными сценами.
Подбор исполнителей начался ещё летом 1958 года. При выборе актёров Дуглас ориентировался на самых знаменитых и исходил из испытанного принципа: рабы — американцы, римляне — британские исполнители. Схожий подход использовался в картине «Викинги», где британцев играли британцы, а викингов — американцы. В «Тропах славы» солдат и младших офицеров играли американцы, а старших — британцы. Себя Дуглас сразу же определил на главную роль. Сэр Лоренс Оливье стал Крассом, Чарльз Лоутон — Гракхом, Питер Устинов — Батиатом. Дуглас поработал вместе с Оливье в «Ученике Дьявола» и был уверен в выборе.
Впрочем, преуспев с приглашением звёзд первой величины, Дуглас столкнулся с оборотной стороной. Оливье и Лоутон выдвинули требования доработки сценария, так как текст их не устраивал. Кроме того, звёзды заподозрили, что им выслали разные варианты сценария. В итоге, в ходе производства Дугласу пришлось иметь дело с тем, что Оливье, Лоутон и Устинов начали строить козни на манер римских сенаторов. Подозревая друг друга в нечестной игре, они пытались выкроить себе роль значительнее и текст подлиннее. Устинов так и написал в своей автобиографической книге: «как на Балканах в былые дни, те же интриги».
На главную женскую роль рабыни Варинии планировали Эльзу Мартинелли, Ингрид Бергман, Джин Симмонс. Особенно Дугласу хотелось пригласить Жанну Моро. Частично запрещённые и считавшиеся порнографией «Любовники» Маля пользовались тогда большим успехом, а в «Спартаке» были запланированы откровенные сцены, и французская актриса могла сыграть в них естественно, как никакая другая. Однако договориться не удалось. Решение Дугласа оказалось неожиданным. На роль он пригласил малоизвестную немецкую актрису Сабину Бетман. Выбирая её, он, вероятно, хотел подчеркнуть иностранное происхождение рабыни Варинии. Роли для Тони Кёртиса в исходном сценарии не было, но актёр, проявив настойчивость, убедил продюсера в её необходимости. Роль раба Антонина была написана «под него» и введена в сценарий.

### Начало съёмок
Производство картины началось 27 января 1959 года. Для съёмок использовалась кинематографическая система Technirama — цветная плёнка 35 мм с соотношением сторон кадра 2,25:1. Затем для изготовления прокатных копий осуществлялось фотоувеличение до 70-мм плёнки (технология Super Technirama 70). Эта технология только недавно дебютировала в игровом фильме «Соломон и Шеба», вышедшем на экраны в 1959 году. Известность картины принесла популярность технологии Super Technirama 70, занявшей впоследствии промежуточное положение между бюджетными 35-мм и более дорогостоящими 65 и 70-мм форматами киноплёнки.
Декорации в основном были возведены на землях, принадлежащих Universal в окрестностях Лос-Анджелеса, где студия располагала площадью около 422 акров. Часть натурных съёмок прошла в районе Долины Смерти. В качестве виллы Красса была использована загородная резиденция медиамагната Уильяма Рэндольфа Херста, возведённая в античном стиле.
Команда приступила к работе с начальных сцен в каменоломне. Через две недели после начала съёмок Дуглас вернулся к выбору режиссёра и поднял проблему в переговорах со студией. По одной из версий, Манну пришлось нелегко в работе с блестящим британским актёрским составом. Он чрезмерно благоволил Питеру Устинову, соглашаясь с его мнением там, где этого не следовало делать, что разлагающе влияло на коллектив. Дугласу и самому приходилось сложно на одной площадке с Лоренсом Оливье. Кирк не имел такой солидной исполнительской школы, больше полагался на интуитивное понимание игры и свои физические данные. Ему был нужен другой человек в режиссёрском кресле. Ещё одной причиной споров стали разногласия между продюсером и режиссёром по поводу романтических отношений Спартака и Варинии, которые должны были сыграть в картине ключевую роль, чего не принимал Манн.
На этот раз сторону Дугласа заняли все ведущие актёры, и студия была вынуждена согласиться с коллегиальным мнением. Кирк снова предложил кандидатуру Кубрика, с которым успешно сотрудничал в «Тропах славы», называл его «будущим Эйзенштейном» и одновременно «талантливым куском дерьма». Кирк и Стэнли были близко знакомы, часто играли в одной компании в покер. Во время одной из партий Кирк сделал предложение возглавить производство за гонорар в пять тысяч долларов в неделю. Всего Кубрик получил за картину 155 тыс. долларов (в два раза больше, чем Манн). Стэнли согласился, даже не прочитав сценарий. 30-летний режиссёр и его продюсерская компания Harris-Kubrick тогда были в поисках работы. В 1958 году они выкупили права на «Лолиту» и готовились к экранизации романа Набокова. В этом же году Кубрик затеял с Марлоном Брандо совместное производство фильма «Одноглазые валеты», но они не сошлись характерами. Кубрик после 6 месяцев работы был уволен из проекта.

### Смена режиссёра
13 февраля 1959 года Манн получил полный расчёт. Съёмки не задержались ни на один день. 14 февраля Дуглас, использовав декорации учебной арены гладиаторской школы, представил команде её нового руководителя. Кирк отдавал себе отчёт в том, что в лице Стэнли Кубрика он получает талантливого режиссёра, но с соответствующими его способностям амбициями и самомнением. Познакомившись подробнее со сценарием и состоянием дел в «Спартаке», Стэнли не выразил оптимизма. Как он потом вспоминал: «в фильме было всё, кроме хорошей истории». Студия Universal и Дуглас как исполнительный продюсер оказались в сложном положении. Крупнейший проект по мотивам «марксистского» произведения возглавили 30-летний малоизвестный режиссёр и сценарист из «чёрного списка». Кубрик также оказался в противоречивой ситуации. Его поставили во главе производства одного из самых дорогостоящих в истории кинематографа фильмов, но, одновременно, он был в положении студийного режиссёра и был ограничен в решениях, не имея возможности поменять сценарий и концепцию. Дуглас относил его недовольство к вынужденной смене режиссёра, которая никогда не идёт на пользу картине, но «корабль уже отправился в плавание», и назад было ничего не вернуть.
Впрочем, первое, что сделал Кубрик — отказался от услуг Сабины Бетман. В своей обычной безапелляционной манере он вызвал немецкую актрису и заявил, что сомневается в её актёрских способностях. Кубрик попросил актрису сымпровизировать, изобразив сильную эмоцию, но Сабина от неожиданности растерялась и была уволена. Кубрик пригласил на съёмки британскую актрису Джин Симмонс. Актриса, оказавшаяся незанятой, немедленно согласилась.
Требовалось также доработать и сократить сценарий, который в начале производства составлял около 1600 страниц. Последний, четвёртый вариант был написан уже для Стэнли Кубрика, когда тот занял кресло режиссёра; впрочем, и этот вариант вызвал серьёзные разногласия.
Картина и сценарий стали предметом столкновения трёх разных подходов и взглядов на «Спартака». Представитель Universal Эд Мул видел фильм созданным без размаха, камерным, «интимным» и по возможности близким к реальным фактам, с бюджетом около 3-4 млн долларов. Мул говорил: «Очень мило увидеть глубокие идеи в фильме, но что по-настоящему важно — это мнение аудитории». Считалось, что точки зрения студии придерживался и Кирк Дуглас. Трамбо вложил в сценарий левый политической подтекст и пытался донести послание зрителю. Кубрик видел ленту зрелищной и воспринимаемой визуально. Также его волновала тема морального разложения римской республики, которое подтачивало её изнутри. Дуглас и Трамбо понимали, что слишком политизированный фильм может оказаться малоинтересен публике. Если он не окупит в прокате самый большой в истории студии бюджет, то последствия для них будут неприятными.
С самого начала работы над сценарием Трамбо не прекращал попытки сохранить своё понимание и свой образ Спартака. В рабочем варианте сценария (декабрь 1958 года) вообще не было ни одной сцены битв, включая и финальную. Зритель видел только последствия сражений, переданные образно и сюрреалистически, например, как плывущие по реке шлемы, кровь в воде и множество тел, оставшихся на поле боя. В том варианте сценария все события преподносились как флешбек — воспоминания Красса перед финальной битвой. Собственно, сюжет был выстроен как воспоминание в романе Фаста. Трамбо сконцентрировался на разработке сцен, происходящих в Риме, так как в них были задействованы дорогостоящие британские актёры, и их нужно было запечатлеть первыми. Сцены с битвами рабов попали в сценарий уже после его доработок в ходе производства.
В итоге, последний вариант сценария создавался совместными усилиями. Как отметил Трамбо, в финальной версии картины его доля в сценарии составляла около 50 %. В результате доработки сценария режиссёром из первых 30 минут картины были убраны все реплики главного героя. Знаменитая сцена и фраза «Я — Спартак» была придумана Кирком Дугласом и описана в записке сценаристу, которую Кирк послал 7 мая 1959 года. «Я — Спартак» должны были выкрикивать тысячи людей, и необходимого эффекта обычными приёмами звукозаписи добиться не удавалось. Звуковое сопровождение было записано на стадионе «Спартанец», фразу скандировал хор из 73 000 болельщиков местной футбольной команды.

### Окончание съёмок
Отношения нового режиссёра с остальной командой складывались непросто. Дуглас полагал, что Кубрик будет благодарен ему за предоставленный шанс, но режиссёр редко шёл на компромиссы, стараясь, где возможно, отстаивать своё мнение. Студию и продюсера не удовлетворяла скорость производства. Кубрика устраивала съёмка всего двух сцен в день, тогда как студия требовала значительно более высокого темпа. Вёл он себя достаточно высокомерно и безапелляционно. За глаза актёры называли главу производства Stanley Hubris («Спесивый Стэнли»). Со своим обычным перфекционизмом режиссёр вмешивался в работу оператора в тех деталях, которые обычно оставляют на откуп специалистам. У Стэнли было своё понимание того, как должна двигаться камера, как необходимо ставить свет. Он требовал больше крупных планов с лицами актёров, движущейся камеры, следующей за ними. Один из самых авторитетных специалистов Голливуда, оператор Рассел Метти, постоянно спорил с Кубриком о своей роли. «Этот парень будет учить меня, куда ставить камеру. Вы что, издеваетесь?», — ворчал Метти в разговорах с продюсерами. Кубрик, увлёкшись и не обращая внимание на свой внешний вид, несколько дней работал, не меняя свою одежду. Дуглас, не выдержав, подъехал к нему на лошади (он снимался в сцене верхом) и сделал замечание о том, что ему нужно купить новую одежду.
Дуглас считался в Голливуде довольно сложным в общении человеком и, по свидетельству Чарльза Макгроу, порой плохо контролировал себя. На съёмках картины не обошлось без травм. В одном из эпизодов восстания в школе Батиата Спартак взял ланисту Марцелла (Макгроу) в двойной нельсон и опустил голову противника в котёл с супом. Из-за неосторожности Дуглас сломал челюсть Чарльзу Макгроу. Травмированный актёр, тем не менее, мужественно доиграл дубль до конца. В другом эпизоде, во время боя на деревянных мечах, Дуглас сломал каскадёру ребро. Сцена распятия Спартака далась команде достаточно трудно, потребовала много дублей. Когда на тестовых просмотрах Дуглас обнаружил, что сцену значительно сократили на монтаже, он устроил скандал. Схватив ассистента режиссёра Боба Лоуренса за грудки, он начал кричать: «Ты знаешь, сколько мне пришлось висеть на этом проклятом кресте!? И теперь всё вырезано? Ты уволен!». Взбешённый актёр порвал рубашку Лоуренса, и его с трудом оттащил продюсер Эдвард Льюис.
В ходе производства картины на один месяц выпала из работы Джин Симмонс — ей понадобилась срочная операция в связи с проблемами в области гинекологии. Кёртис, получив травму ноги во время игры в теннис, значительное время проходил в гипсе. Эти и другие болезни задерживали ход работы над картиной более чем на месяц, что крайне заботило Дугласа, старавшегося всячески экономить.
В ходе производства картины студия Universal приобрела крупнейшее голливудское агентство по талантам MCA. В результате административных назначений один из руководителей MCA Лео Вассерман был назначен главой производства студии и де факто начальником Кирка Дугласа. Между тем до этих событий Лео был агентом Кирка, то есть его наёмным сотрудником.

### Завершение съёмок и монтаж
Съёмки картины были завершены 1 августа 1959 года. 14 сентября прошёл предварительный просмотр технической монтажной копии в киностудии. Результаты удовлетворили только Кубрика. Все остальные остались недовольны, в особенности Далтон Трамбо. По отзывам очевидцев, от увиденного он пришёл в ярость. Обычно сценаристы не вмешиваются в процесс производства, и особенно сложно это было делать в положении Трамбо, но он этого так не оставил. За следующие три дня Трамбо написал 80-страничный меморандум, в котором детально проанализировал материалы картины и подверг их глубокой критике. Больше всего Трамбо взбесило то, что был проигнорирован лучший, на его взгляд, момент в будущей картине — сцена с женщиной, сражающейся в рядах гладиаторов. По замыслу Трамбо, Спартак попал на крест уже мёртвым, однако Кубрик изменил сцену ради эпизода с выжившим сыном Спартака. Трамбо предлагал добавить сцены с победами рабов над римской армией, в частности, крупнейшую победу под Метапонтом. Писатель сетовал на то, что последний вариант уже не был исключительно его сценарием, а стал коллективным творчеством, в котором была утеряна основная идея. Спартак из большого героя стал маленьким. Продюсеры пытались, по его мнению, угодить звёздному актёрскому составу, изменяя их роли. «Я писатель, а не стенографист», — комментировал Трамбо попытки вмешательства. Писатель привёл список неудачных сцен, подробно описал их слабости и подчеркнул то, что готов ещё раз доработать сценарий.
Кирк Дуглас и Эдвард Льюис признали критику правомерной и поддержали сценариста. Студия выделила ещё полмиллиона долларов на доработки и согласилась на продолжение съёмок. Из соображений экономии Дуглас предложил перенести батальные сцены, по обычной голливудской практике, в Европу. Студия настаивала на проведении всего производства в США. В итоге продюсер и студия пришли к соглашению о переносе части производства в Испанию. В октябре съёмочная группа провела в окрестностях Мадрида около 20 дней. В переговорах об участии в массовке военнослужащих испанской армии принимал участие сам диктатор Франко. 8 тысяч солдат изображали римские легионы и армию гладиаторов. Были построены три башни высотой около ста футов (30 метров) с тем, чтобы установить камеры на высокой точке и запечатлеть перестроения римской армии во всех деталях с расстояния около 800 метров. В качестве оператора в этой части работал Клиффорд Стайн. Эффектные манёвры римских когорт на поле боя производились по эскизам Сола Басса. Как утверждал художник, создал он их под влиянием батальных сцен из «Александра Невского». Мастерство съёмки произвело такое впечатление на представителей студии и весь персонал фильма, что после испанской части картины разговоры за спиной молодого режиссёра прекратились.
В течение следующих месяцев были осуществлены серьёзные доработки, которые, в основном, коснулись диалогов. Полномасштабная финальная битва стала предметом дипломатического соглашения: по крайней мере, главное сражение в картине должно было остаться. Убедить студию в том, что нужно добавить ещё сцены сражений с победами рабов, Трамбо не смог. Представители студии ссылались на перерасход бюджета картины. Дуглас пытался реализовать компромиссную идею показа анимированной карты, демонстрирующей последовательность сражений и масштаб побед повстанцев. Сол Басс подготовил несколько эскизов карты. Их даже собирались вставить в картину, но они стилистически выпадали из визуального ряда. Редактор Лоуренс пытался нарезать карту и вставить по частям, но этот вариант тоже не прошёл. Последние эпизоды на натуре были закончены в марте 1960 года. Всего съёмки заняли 167 дней. Режиссёрский монтаж был передан представителям студии 26 июля 1960 года.

### Прокат
Финальные изменения картина претерпела непосредственно перед выходом в прокат. Представитель MPAA Джефри Шурлок сделал несколько замечаний цензурного характера. Он потребовал сократить сцену с распятием, так как в ней, по его мнению, чрезмерно смаковались мучения главного героя. Его не устроила сцена, в которой Гракх и Цезарь посещают римские трущобы. Представитель MPAA потребовал переработать сцены с обнажённой Джин Симмонс (свидание в камере, купание). Также он усмотрел двусмысленность во фразе Спартака «у меня никогда не было женщины», которую также попросил изменить. Кубрик сократил данные сцены. Однако главная потеря — известная двусмысленная «гомоэротическая» сцена с участием Красса и Антонина:

Красс: Вкус не то же самое, что аппетит, и, следовательно, не является вопросом морали.

Антонин: Можно рассудить и так, господин.

Красс: Подай мой халат, Антонин. Мой вкус допускает и улиток, и устриц.
Оригинальный текст (англ.) Crassus: And taste is not the same as appetite, and therefore not a question of morals.

Antoninus: It could be argued so, master. 

Crassus: My robe, Antoninus. My taste includes both snails and oysters.

Цензоры потребовали поменять «устрицы и улитки» на «артишоки и трюфели». Здесь создатели картины пытались спорить, указывая на одни лишь намёки и эвфемизм. Шурлок ссылался на Кодекс Хейса и на использование слова «аппетит», что, по его мнению, однозначно проявляло её гомосексуальный контекст. После долгих разбирательств сцена в прокатный вариант 1960 года не попала вовсе и была восстановлена только в 1991 году.
Шумиха вокруг фильма началась задолго до его выхода на экраны. Ещё были свежи примеры, когда в титрах могли вообще не сообщить имя опального кинематографиста, как, например, это произошло в фильме Уильяма Уайлера «Дружеское увещевание». Дуглас выполнил своё обещание, и имя Трамбо появилось в титрах, что случилось впервые с 1947 года.
Премьерный показ состоялся в нью-йоркском кинотеатре De Mille Theatre 6 октября 1960 года. Перед началом проката представители консервативной организации Американский легион разослали около 17 000 писем жителям страны с призывом бойкотировать картину, к созданию которой имели отношение «комми». После всех изменений, вызванных цензурой, Легион приличия присвоил фильму рейтинг A3 (первоначально был установлен ещё более жёсткий B), что сказалось на показателях. Для зрителей-католиков данная оценка имела определённый вес. Большое значение для прокатной судьбы картины имело посещение Джоном Кеннеди кинотеатра в ноябре 1960 года. Недавно избранный президент США прошёл через пикеты Американского легиона и посетил сеанс картины в Warner Theatre в Вашингтоне.
Картина уступила в прокате 1960 года только «Швейцарским Робинзонам» и «Психо», собрав 18 млн долларов. Прокат картины частично происходил в кинотеатрах сети roadshow. Студия была настолько уверена в коммерческом успехе картины, что заранее установила фиксированную цену на билеты в сети roadshow, что практиковалось только второй раз в истории Universal. «Спартак» продемонстрировал новую тенденцию высоких сборов за пределами Америки. К 1969 году общие сборы за пределами США и Канады составили 12,5 млн долларов, тогда как домашние сборы картины составили 10,3 млн. Поскольку общие затраты на картину, включая рекламу, превысили 25 млн долларов, «Спартак» так и не вышел на показатели окупаемости. Слабые кассовые показатели «Спартака», «Клеопатры», «Падения Римской империи» обозначили потерю интереса зрителя к жанру пеплума.
Картина завоевала «Золотой глобус» в номинации «лучшая драма», но на церемонии вручения «Оскаров» 1961 года «Спартак» не значился в числе фаворитов. Им не являлся даже «Психо» Хичкока. Лидерами тогда считались «Квартира» Билли Уайлдера, «Форт Аламо» Джона Уэйна и «Бродяги» Фреда Циннемана. Ультраправые голливудские деятели Хедда Хоппер и Джон Уэйн повлияли на то, чтобы картина не была выдвинута на «Оскар» в номинации «лучший фильм». Тем не менее, картина была достаточно успешна, завоевав 4 статуэтки в 6 второстепенных номинациях.

### Послесловие
Дуглас печально шутил о том, что работа над «Спартаком» заняла больше времени, чем само восстание. Производство длилось больше двух лет, что, по меркам американской киноиндустрии, далеко выходит за пределы негласных стандартов. Оценивая картину, Далтон Трамбо испытывал смешанные чувства. Он был недоволен тем, что в окончательном монтаже ленты не были реализованы все его замыслы, хотя отзывался о самом фильме положительно и беспокоился по поводу того, что скандал вокруг его имени и титров повредит кассовым показателям. Отношения между сценаристом и режиссёром после фильма остались натянутыми. Финальный монтаж, как считается, соответствовал взглядам студии и исполнительного продюсера (Дугласа). Компания Bryna и Кирк Дуглас после «Спартака» продолжили сотрудничество с Трамбо и создали совместно целый ряд картин. Чарльз Лоутон был не удовлетворён монтажом, изменением своих сцен и угрожал судебными исками.
«Спартак» — единственная работа Кубрика, в которой он оказался нанятым студийным режиссёром. Некоторые исследователи его творчества даже не включают «Спартака» в число его авторских работ. Картина заслужила первое признание в виде престижных наград и премий. Ей сопутствовал определённый кассовый успех и внимание критики. Тем не менее, Кубрик остался недоволен результатами своей работы, отмечая, что в картине были принципиальные неустранимые недостатки ещё на стадии сценария, которые он, в силу особенностей контракта со студией, исправить не мог. Кубрик всегда сторонился мейнстрима, никогда не был частью своеобразной голливудской «семьи», но картина стала пропуском на верх иерархии, к дорогостоящим проектам с избранными, допущенными в режиссёрское кресло.

«Спартак» — единственный фильм, которым я не управлял и который, я думаю, был этим ослаблен. Это случилось по причине необходимости принятия тысяч решений, и если ты не принимаешь их самостоятельно, если ты не настроен на ту же волну, что и принимающие их люди, [процесс] становится очень болезненным, каким он и был. Очевидно, я руководил актёрами, составлял сцены съёмки и монтировал фильм, так что, ограниченный слабостью сюжета, я пытался сделать максимум возможного… Единственный [мой] фильм, который я не люблю — это «Спартак».
Оригинальный текст (англ.) Spartacus … was the only ﬁlm that I did not have control over, and which, I feel, was not enhanced by that fact. It all really just came down to the fact that there are thousands of decisions that have to be made, and that if you don’t make them yourself, and if you’re not on the same wavelength as the people who are making them, it becomes a very painful experience, which it was. Obviously I directed the actors, composed the shots and cut the ﬁlm, so that, within the weakness of the story, I tried to do the best I could ...The only ﬁlm [of mine] that I don’t like is Spartacus.
— Стэнли Кубрик
После «Спартака», памятуя о всех проблемах цензурного характера, которые пришлось перенести, Кубрик переехал в Англию и в дальнейшем работал в основном за океаном. Переход от «Спартака» к «Лолите» считается одним из самых неортодоксальных в истории режиссуры, настолько разнятся эти две картины. Считается, что в этом неожиданном обращении к скандальной и «неэкранизируемой» прозе Набокова, прозвучал своеобразный вызов режиссёра голливудской системе и всему нереализованному в «Спартаке».
Кубрик связал два фильма открывающей сценой пародийного характера, в которой Гумберт спрашивает Клер Куилти, одетого в некое подобие римской тоги.

— Вы — Куилти?

— Нет, я — Спартак! Вы пришли освободить рабов?

Идейное столкновение левого и правого подхода наглядно иллюстрируется в двух картинах, которые в один год соревновались за кассовые показатели и «Оскаров»: «Спартак» Стэнли Кубрика и «Форт Аламо» Джона Уэйна. Оба длительных (более трёх часов), дорогостоящих фильма затрагивали историческую тему и содержали снятые с размахом батальные сцены. В остальном картины находились на разных полюсах. Если «Спартак» был полон инновационных решений и отхода от стандартов, то картина Уэйна демонстрировала строгое соответствие идеологическим штампам. Многие критики весьма нелестно отозвались о ней, как о «размахивании флагами». Выпущенный перед выборами 1960 года, фильм содержал плохо прикрытую рекламную кампанию республиканцев.
Если в «Спартаке» и имелись некоторые вольности, то они не противоречили историческим фактам. В «Форте Аламо» же можно увидеть попытку фальсифицировать и приукрасить историю, касающуюся событий 1836 года, в идеологических интересах. «Спартак» содержит явный антирасистский посыл, тогда как «Аламо» можно назвать картиной, демонстрирующей расистский подход белого превосходства, вобравшей в себя всю паранойю времён холодной войны.

## Характеристика

### Структура
Снятый в традиции пеплума, «Спартак» наследует многие стереотипы жанра. Так, фильм показывает погрязший в роскоши и распущенный Рим, власть которого держится на рабах, влачащих полуживотное существование. Все главные герои — мужчины. Среди предшественников в поджанре пеплумов о гладиаторах можно назвать «Деметрий и гладиаторы» и «Грехи Рима». Тем не менее, Роджер Эберт назвал картину «первым интеллектуальным пеплумом», который попытался порвать с законами жанра.
Особенность картины в достаточном сложном построении и монтаже. Начиная с момента восстания, события развиваются параллельно. Сюжетные линии Рима и повстанцев развиваются одновременно, пересекаясь в ключевых моментах. На это можно обратить внимание в сцене, в которой лидеры, Красс и Спартак, одновременно произносят речи перед своими войсками, готовясь к решающей битве. Настраивая своих людей на борьбу, Спартак обращается лично к каждому и это подчёркнуто визуальным решением с крупными планами лиц. Красс бросает слова в безликую массу солдат. Такое параллельное построение характерно для Кубрика, его также можно увидеть в раннем «Страхе и вожделении». Сравнение двух идеологий, двух миров — ключевое в картине. Развращенность и бесстыдство римской знати противопоставлены общинному подходу и совместному труду в своеобразной коммуне Спартака. Промискуитет Красса — моногамии Спартака. Варварское поведение патрициев — символам христианства, одним из которых становится Спартак. Именно поэтому некоторая вольность, которую допускают создатели в концовке картины (с приходом к власти диктатуры), смотрится естественно. Прекращая бесчинства опьянённых свободой рабов в школе Батиата сразу после первой победы, Спартак упрекает и отрезвляет своих товарищей: «Вы что, римляне? Неужели вы ничему не научились?». Дальнейшими действиями лидер восставших превращает восстание в организованное движение.
В концовке картины перед сражением Красс просит ему описать Спартака. Батиат, насильно доставленный в лагерь римской армии, напоминает Крассу о том, что консул уже видел Спартака во время поединка в школе гладиаторов. Разговор отсылает зрителя к началу, замыкает и связывает повествование картины. Красс оказывается сам, в известной мере, виноват в развитии событий, и ему предстоит решить проблему новым поединком со Спартаком, теперь уже на поле боя. Развитие сюжета картины представляет собой интересную творческую находку. Красс не может вспомнить внешность Спартака, и ему противостоит неперсонифицированный, невидимый противник. За Спартаком стоит словно бы весь класс рабов . Обычный приём в игровом кино — любовный треугольник в картине решён своеобразно. Красс пытается уничтожить противника, добиваясь внимания со стороны его пассии, но безуспешно. Красс одерживает победу только на поле боя, но в остальном он проигрывает.
Носители высоких нравственных ценностей в картине гладиаторы, но им не приходится решать сложные моральные дилеммы. Основные события происходят в среде римлян. Особенность, которую отметили многие критики, в том, что Спартак оказывается не главным героем, а некоей разменной фигурой в сложной политической игре. Наиболее интересными для зрителя оказываются отрицательные герои: Красс, Гракх и Батиат. В начале картины две основные силы не сбалансированы. Спартаку противостоит трио отрицательных персонажей: Красс, Гракх и Батиат. Ближе к концовке ситуация изменяется на противоположную: три изначальных противника — Гракх, Батиат и Спартак — неожиданно объединяются против общего врага, Красса.
В фильме (в отличие от книги) не вполне ясна мотивация Спартака. В итоге картины он не добился ничего. Рабы противопоставляют себя Риму, но явно не озвучивают свою идеологию и программу — всё, чего они хотят, это сбежать из страны. Несмотря на обвинения создателей в марксистском уклоне, картина не содержит прямого классового конфликта. Освобождение Спартака становится первым шагом в цепочке событий, которые далее от него уже не зависят. После восстания в школе Батиата дальнейшее выглядит предопределённым.
Финал картины перекликается с развязкой в картине «Викинги». Герои Дугласа и Кёртиса в ней сходятся в странном поединке, в котором каждый стремится отдать свою жизнь противнику. Трагизм концовки уравновешивается спасением Варинии и сына Спартака, которое символизируют будущую свободу человечества от рабства.

### Cимволизм и визуальная составляющая
Раскрытие образа героев картины начинается с представления героев и актёров. С самого появления титров, киностудии относились к ним как к рутинной необходимости показать список действующих лиц, используя стандартные шрифты и смену кадров. Сол Басс стал одним из первых, кто с середины 1950-х начал экспериментировать с титрами. Для «Спартака» он разработал революционно новый дизайн. Начало картины смотрится как небольшая графическая новелла с точно подобранным музыкальным сопровождением, у каждого героя есть свой образ, создающий его тему и настроение. Последовательность заканчивается двуликим Янусом, созданным визуальным эффектом двойной экспозиции, с ломающимся лицом-маской, символизирующим распад Римской республики. В том же году Басс использовал нетипичный подход для дизайна титров в других знаковых фильмах своего времени: в «Психо» и в «Исходе».
Тема свободы, фундаментальная для современного социума — лейтмотив фильма. Постановка в декорациях античной истории не мешала зрителю ощутить связь с современностью. Напрашивающаяся параллель: сообщество рабов — волна иммигрантов, хлынувшая в США в начале XX века. В их числе попал за океан и Кирк Дуглас, подчёркивавший своё идейное родство со своим героем. Сын Спартака, «родившийся свободным» — знакомый мотив американского зрителя. Обычное во многих англоязычных картинах пеплумах разделение актёров на американцев (рабов) и британцев (римлян) здесь приобретало особое звучание, опять-таки явная аллегория на взаимоотношения США и Британской империи. Другая возможная аналогия: Римская империя — США середины XX века, рабы — социальные группы, страдающие от сегрегации — ренегаты из голливудского списка, чернокожие жители страны. Знаменитая сцена, в которой пленённые рабы под угрозой мук распятия один за другим встают и кричат «Я — Спартак!», была создана под впечатлением реальных событий. Деятели культуры, отказавшиеся сотрудничать с ультраправым комитетом HUAC, не выдавшие имён своих товарищей, явно ассоциировались с пленёнными рабами. Имя Далтона Трамбо в титрах картины стало вызовом по отношению к политике маккартизма. Закадровый голос в начале картины говорит: «мечтая о смерти рабства за 2000 лет до его конца». Сцена схватки с темнокожим Драббой и его выбор — тема расовой дискриминации, остро звучавший в Америке 1960-х.
Фильм полон христианской символики, хотя история 70-х годов до н. э. далека от начавшихся примерно век спустя гонений на христиан. Картину заканчивает эффектная сцена с распятым Спартаком и припавшей к нему Варинией, в образе мадонны с младенцем. Ещё один библейский мотив — это переход рабов в Бриндизи, который можно уподобить исходу евреев в землю обетованную. Привлечение христианской иконографии стало своего рода пародией создателей картины, которые свели её конфликт к понятным для американского зрителя ценностям и символам. В эпоху маккартизма это звучало особенно вызывающе.
С самого появления жанра пеплум его символом стал ведущий персонаж как образец мужского начала: физически развитый и привлекательный. Герои древней истории не всегда имели достоверное визуальное представление, и особенно это касалось представителей низшего сословия, рабов. Спартак, чей облик описан историками достаточно условно, тоже прошёл этот путь от нарратива к визуальному образу. Образ лидера восставших рабов в картине 1960 года стал результатом длительного процесса постепенного формирования в произведениях искусства и научных трактатах, идеализированного и, в значительной мере, вымышленного героя.
В пеплумах предыдущих лет создатели не чурались эротических сцен, в тех пределах, что было разрешено кодексом Хейса. Склонность разлагающейся аристократии к однополой любви — известная тема ещё со «Знака креста» 1932 года, снятого до кода. Пример границ дозволенного в послевоенном Голливуде можно увидеть в «Камо грядеши» (1951 год) и истории развращённой Поппеи. Кубрик и Дуглас более раскрепощены в этих сложных темах. Свобода, о которой рассказывает «Спартак», в значительной мере и сексуальная свобода. Жанр в целом и фильм 1960 года в частности оказались популярными в квир-сообществе . Гомоэротизм в картине Кубрика лежит глубже, чем просто в изображении полуобнажённых гладиаторов. Сам Спартак подчёркнуто асексуален, что заметно в сцене близости с Варинией. Его противник Красс, наоборот, распущен и проявляет признаки бисекуальности. Хотя наибольшие нападки блюстителей морали вызвала сцена «устрицы и улитки», рискованной её назвать сложно. По мнению критиков, гораздо более опасными были сцены с участием Батиата (Питера Устинова).
Общий подход Кубрика состоял в меньшем количестве реплик и большем обращении к визуальной составляющей. Примером является частое переключение планов, активное использование движущейся камеры. Именно в батальных сценах заметна рука Кубрика-режиссёра. Показательна сцена гладиаторского боя, которая поставлена не в обычной традиции пеплумов 1950-х. Зритель в большей мере вовлечён в бой и видит его «изнутри», почти как сами герои, что не так часто практиковалось в 1950-е. Переключение между романтическими и драматическими сценами, созерцательными и экшн-сценами — эффектный приём в картине. Характерный пример — переключение между сценой знакомства Спартака и Варинии, а также эпизодами тренировок гладиаторов в школе. Любимая Кубриком тема, повторявшаяся во многих его фильмах — шахматы. В картине их можно увидеть в виде чёрно-белых плиток на полу в римском сенате, где разыгрываются сложные политические комбинации. Также к этой игре отсылает отрепетированное перестроение когорт римской армии в шахматный порядок на поле решающей битвы с повстанцами

### Достоверность и источники
Создатели картины изначально ориентировались на близость к античным источникам, но больше они хотели создать самостоятельное повествование, со своей развязкой и моралью. Ключевые события картины соответствуют Плутарху и Аппиану. Восстание рабов началось в поместье Лентула Батиата. Затем оно охватило значительную часть страны. Повстанцам удалось добиться ряда значительных побед над регулярной римской армией. Руководители восстания вели переговоры с пиратами о возможности покинуть страну. Подавить восстание поручили Марку Лицинию Крассу, который возглавил шесть легионов и после первого поражения жестоко наказал легионеров. Затем он запер повстанцев на полуострове в провинции Апулия, построив исполинскую стену. Рабы потерпели поражение в решающей битве и восстание было беспощадно подавлено. По свидетельству Аппиана, 6000 рабов были распяты вдоль Аппиевой дороги.
Имя римского претора, проигравшего первую битву с силами Спартака — Гай Клавдий Глабр (Gaius Claudius Glaber). В картине оно изменилось на Марк Публий Глабр (Marcus Publius Glabrus). Возможно, это произошло потому, что и античные источники расходились во мнении по поводу имени этого римского военачальника. Плутарх называл его Вариний Глабр. Упоминание о некоем «римском гарнизоне», из которого были выделены 6 когорт для подавления восстания — не соответствуют историческим свидетельствам. В Риме не размещалась регулярная армия, а присутствовали только несколько когорт преторианской гвардии, исполнявшей функции охраны общественного порядка в столице. В реальности, силы, которые бросили против повстанцев, были поспешно набраны из новобранцев на юге Италии. В картине также преувеличена политическая роль в происшедших событиях Гая Юлия Цезаря. Он в то время не был сенатором и не принимал командование (несуществующим) римским гарнизоном от вернувшегося с позорным поражением Глабра. К тому же Цезарь, по свидетельствам современников, был довольно щуплого телосложения. Широкоплечий и высокорослый актёр Джон Гэвин совсем на него не похож.
Упомянутые в картине политические репрессии в Риме после победы Красса, приход к власти диктатуры, не имеют под собой исторических оснований. Персонаж картины Гракх, лидер римских плебеев в Сенате — вымышленная фигура. Возможно, прототипами для его образа стали известные популисты братья Гракхи. Вообще подобное искажение истории, отсылка к демократической Римской республике, которая в ходе событий теряет власть, весьма популярно в Голливуде («Падение Римской империи», «Гладиатор» Ридли Скотта). Взаимоотношения Красса и Гракха напоминают схожие трения, которые возникли между Мессалой и Бен-Гуром в картине Уайлера. Впрочем, в «Спартаке» эту вольность можно частично объяснить желанием создателей провести параллели с тогдашней политической ситуацией в США.
Влияние восстания гладиаторов на ход исторических событий, на само существование Рима — вопрос достаточно спорный. Во всяком случае, в кинематографии существует традиция это влияние преувеличивать. Как бы то ни было, в фильме не нашло явного отражения то, что римские легионы также терпели тяжёлые поражения от повстанческих сил. На это в картине остались только намёки. В реальности Красс запросил помощи у Помпея, который в тот момент времени принимал участие в испанской кампании. Только когда войска Спартака ослабли от внутренних раздоров, Красс, опережая Помпея, дабы не упустить приоритет победы, снова выдвинулся навстречу повстанцам. В варианте сценария, который отстаивал Трамбо, был поворот сюжета, связанный с предательством Крикса, правой руки Спартака. Трамбо предлагал включить сцены, в которых Крикс подбивает значительное число своих сторонников пойти на Рим, чем собственно и ослабляет армию рабов, но в фильм сцена не попала.
Происхождение Спартака плохо освещено историками. По одной из версий, он — бывший солдат римской армии, проданный в рабство. По мнению античных источников, Спартак погиб в бою или пропал без вести, тогда как в фильме показана его казнь через распятие. О том, что у Спартака была жена или подруга (имя которой не уточнялось), сообщал Плутарх. События в начале картины, описывающие события в школе гладиаторов, посещение школы Крассом, практически полностью являются вымыслом, хотя и не противоречащим историческим фактам. Картина показывает достоверную интерпретацию гладиаторских поединков. Так, например, в «Деметрий и гладиаторы» и «Гладиаторе» Ридли Скотта, схватки показаны как бои между несколькими противниками. Между тем гладиаторские бои описаны в источниках именно как поединки один на один. Вообще в фильме Кубрика создатели не слишком увлекаются гладиаторскими боями, как это происходило в других псевдоисторических картинах.
Интерпретация поединка Драббы и Спартака, ключевого эпизода в начале картины, вызывает вопросы. В этом поединке эфиоп выступает как ретиарий. Какой тип гладиатора соответствовал Спартаку, сформулировать сложно. Вероятно, он должен был изображать фракийца, однако в фильме он вооружён коротким мечом и защищён маникой и маленьким щитом — слишком слабое вооружение. Обычно против ретиария выступали более тяжело вооружённые бойцы мурмиллон или секутор, так что дуэль в фильме изначально неравная.
Фильм точен в деталях древнеримской одежды. Спартак в начале картины носит распространённый у рабов колобиум — короткую тунику, сходящуюся на плечах. Когда он выступает на арене, на нём можно заметить набедренную повязку сублигакулум, которую носили гладиаторы. Позже, когда он становится во главе войска, он носит сагум и касулу (накидка, похожая на пончо). Римские патриции в картине носят ангустиклавии с красной полоской, которые поддеваются под тогу, что вполне соответствует современным представлениям о моде Древнего Рима.

### Образ Спартака
В различных вариантах пеплумов оказывалось, что герой, попавший в рабство, проданный в гладиаторы и восставший против системы, был в прошлом человеком благородного происхождения («Деметрий и гладиаторы», «Бен Гур» и более поздний «Гладиатор»). Собственно, так и описывают реальную биографию Спартака Плутарх и Аппиан. В фильме Кубрика Спартак происходит из самых социальных низов. Картина стала одной из первых в жанре, где в полной мере внимание уделено людям простого происхождения.
Описывая своих героев, Кубрик вспоминал о «Постороннем», романе Колина Уилсона, вдохновившем его на создание образа протагониста во многих его фильмах. Спартак — практически идеал героя в понимании Голливуда . Коммуну, которую строит Спартак, можно уподобить утопии. Туда принимают всех, и всем находится место. Спартак носит черты мифического героя, и в его образе прослеживаются некоторые библейские мотивы. Так, его противостояние с Римом можно уподобить схватке Давида и Голиафа. Спартак трижды избегает смерти: в начале картины, в каменоломне, когда его приговаривают за нападение на стражника, во второй раз в поединке с Драббой и в третий — в поединке с Антонином. Спартак не прибегает к словам о смерти и не угрожает. Красс, обращаясь к солдатам и рабам, угрожает им смертью. Это не выдумка создателей картины, а скорее диалектическое отношение между эллинистической и римской философией, между эпикурейством и стоицизмом.
Не вполне понятна мотивация Спартака, когда он поднимает своё восстание и как вообще он приходит к идее свободы. По фильму он необразован. Тем не менее, герой осознанно выбирает трудный путь к воле. В начале картины герой немногословен, но бросает своим хозяевам, что он «не животное». По мере развития персонажа в картине Спартак всё более и более соответствует стоическому характеру. Для стоиков нормально полное неприятие рабства. Позитивный исход восстания был нереален, и главный герой заранее готов к предопределённо фатальному исходу всех усилий. Невольный союзник Спартака, знатный римлянин Гракх добровольно принимает смерть, что уподобляет это истории жизни стоика Сенеки.
Ещё с момента появления замысла картина стала столкновением двух подходов, того, что Далтон Трамбо назвал «большой» и «маленький» Спартак. В первом подходе, который отстаивали левые силы, раб и гладиатор повлиял в значительной мере на мировую историю и посягнул на власть Рима. Во втором, консервативном, восстание Спартака было не более чем нарушением общественного порядка. Результат стал сложным компромиссом между двумя подходами.
В книге Говарда Фаста Спартак изображён идеализированно, почти как мифологический герой, построивший общину первобытного коммунизма. Между тем в фильме от книги осталось совсем немного. Известны также сложные дискуссии, сопровождавшие затянувшееся производство, между сценаристом, продюсерами и представителями студии. Однако у многих любителей кино и специалистов создалось представление о том, что студия специально вмешалась в окончательный монтаж. Фильм с чётким социальным посланием в результате значительно утратил остроту. Так, были вырезаны и утрачены сцены, более подробно объясняющие ренегатство со стороны Гракха по отношению к Крассу и обострение их отношений ближе к финалу. По мнению специалистов, в результате спорного монтажа из картины исчезли сцены, связанные с победами рабов. На их существование (или хотя бы намерение их снять) указывают оставшиеся в картине реплики героев. Так Вариния в разговоре со Спартаком перед решающей битвой говорит о том, что «сколько бы мы их ни побеждали, они будут слать свои армии снова и снова».

В своём романе Говард Фаст видел Спартака, раба-революционера, подтверждением способности человека любой эпохи противостоять дегуманизации… Однако [в фильме] Спартак не добивается ничего. Его движение завязает в оргии пыток и смертей, из-за которой намёк Трамбо, что протест будет услышан через века в будущем, кажется слабым оправданием.
Оригинальный текст (англ.)In his novel, Howard Fast had seen Spartacus, the slave revolutionary, as the afﬁrmation of man’s ability in all eras to resist dehumanisation ...But [in the ﬁlm] Spartacus achieves nothing. His movement ﬂounders in an orgy of torture and death for which Trumbo’s hint that his protest will be heard centuries in the future seems a meagre justiﬁcation.
— историк Джон Бакстер

### Музыка
Приглашение написать музыку к фильму «Спартак» застало Алекса Норта во Франции. После Брюссельской всемирной выставки Норт остался работать в Европе по причинам, связанным с разгулом маккартизма в США. Известно, что композитор придерживался левых взглядов. Норт учился в СССР, окончил Московскую консерваторию в 1934 году. Он был учеником Аарона Копленда, вошедшего в чёрные списки преследуемых деятелей культуры.
Обычное время работы над саундтреком в Голливуде — около 10 недель, включая аранжировку и оркестровку. Композитору предоставили около 13 месяцев. У Норта появилась возможность обратиться к источникам и получить более ясное представление об античной, римской музыке. Также Норт признавал большое влияние, которое оказало на него музыка Прокофьева из «Александра Невского».
Длительность саундтрека составила около 2 часов. Норт сделал акцент на парадную музыку, которая ведёт войска в бой. Ритмические элементы выделены, широко использовалась перкуссия, духовые инструменты, арфа. Критики выделили и широко представленную романтическую составляющую. В саундтреке использовался популярный в те годы подход выделения темы главных героев. В картине звучит и повторяется «тема Спартака» (труба) и «тема Варинии» (гобой). Наиболее интересным они нашли тему, которая сопровождает первую близость Спартака и Варинии и затем повторяется в картине. Известно, что в романе Фаста и сценарии сцена была разговорной, но режиссёр переработал её в более визуальном ключе, сделав акцент на музыку. Основной мотив исполнен на соло гобое, меняя настроение между минором и мажором. В тот момент, когда Спартак говорит «у меня никогда не было женщины», тональность меняется на мажор. В одной из следующих эффектных сцен тренировки гладиаторов, когда Марцелл показывает на торсе Спартака места ударов, «тема Варинии» отголоском повторяется вновь. Зритель исподволь догадывается о том, что герой думает о ней.
Очень показательной оказалась сцена, в которой Красс пытается соблазнить Варинию. Интимную сцену сопровождает соло скрипки, звучание струнных и аналогового синтезатора ondioline. Примеры экзотических мелодий можно услышать в сцене «Устрицы и улитки», а также в сцене тренировки гладиаторов в школе Батиата. Всего для картины было написано около 70 тем. Впервые в практике Кубрика музыка звучала на фоне на съёмочной площадке, создавая необходимую атмосферу.
В итоге, сама картина и признание в виде номинации на «Оскара» стали переломными в карьере Алекса Норта. После Спартака его стали гораздо чаще приглашать в высокобюджетные картины. Опыт работы над античной музыкой Норт использовал в работе над «Клеопатрой».

## Оценка

### Награды
Премия «Оскар» (1961)
- Лучшая мужская роль второго плана — Питер Устинов
- Лучшая работа художника-постановщика — Александр Голицын, Эрик Орбом (посмертно) (постановщики), Расселл А. Гаусман, Джулия Херон (декораторы)
- Лучшая операторская работа — Расселл Метти
- Лучший дизайн костюмов — Валлес, Билл Томас

Номинации
- Лучший монтаж — Роберт Лоуренс
- Лучшая музыка для комедийного, либо драматического фильма — Алекс Норт

Премия «Золотой Глобус» (1961)
- Лучший фильм-драма

Номинация
- Лучшая работа режиссёра — Стэнли Кубрик
- Лучшая музыка — Алекс Норт
- лучший актёр второго плана — Питер Устинов, Вуди Строуд

Номинация на премию BAFTA (1961):
- Лучший фильм

список наград приведён по источнику: David Hughes «The Complete Kubrick»..

### Последующее признание
- Американский институт киноискусства:
  - 100 самых остросюжетных американских фильмов за 100 лет по версии AFI (2001): 62-е место
  - 100 лучших героев и злодеев по версии AFI (2003): Спартак в исполнении Кирка Дугласа занял 22-е место в рейтинге героев
  - 100 самых вдохновляющих американских фильмов за 100 лет по версии AFI (2006): 44-е место
  - 100 лучших американских фильмов за 100 лет по версии AFI (обновлённая версия, 2007): 81-е место
  - 10 лучших эпических фильмов (2008): 5-е место
- Национальный реестр фильмов (2017)

### Критика
Оценивая результаты своей работы, Кубрик говорил о том, что не собирался снимать очередную «костюмированную эпопею», а ориентировался на самого авангардного зрителя. «На меня большее влияние оказал „Александр Невский“ Эйзенштейна, чем „Бен-Гур“ и любая картина Сесила Демилла», — вспоминал режиссёр. В момент выхода картины на экраны она получила противоречивые оценки. Патриарх американской кинокритики Босли Краузер (NY Times) дал в целом негативный отзыв на фильм, назвав его неровным, претенциозным и скучным. Хотя Краузеру понравилось начало картины, сцены в гладиаторской школе, дальнейшие события в римском сенате не впечатлили. New York Herald Tribune отметил нарочитое и надоевшее разделение между бесправными рабами и помпезным, загнивающим в роскоши Римом. Newsweek назвал картину «местами зрелищной… сагой в поношенных тогах», выделив единственный светлый момент в картине — игру Лоренса Оливье. Monthly Film Bulletin отметил, что высокий бюджет и великолепная команда не спасли зрителей от излишних клише и сентиментальности. Variety, впрочем, отозвался о картине благосклонно, отметив хорошо проработанное драматическое начало в сюжете, цельных персонажей. Неодобрительных отзывов заслужила и большая длительность картины.
Критики не могли пройти мимо очевидного политического подтекста картины. Создатели оставили в ней множество параллелей с современностью, прямых намёков на двухполюсный мир, хотя радикальной картину назвать нельзя. Time прямо отметил, что Далтон Трамбо «вложил в сценарий своё понимание и своё стремление к свободе, страстное желание, которое выше любой политики». Hollywood Reporter обратил внимание на то, что все запреты по отношению к картине непонятны, так как в ней нет ничего такого, что бы уже не было написано в Билле о правах и 14-й поправке к Конституции.
Отзывы, приуроченные к просмотру восстановленной версии картины (1991 год), оценивали её уже как классику. Так, Роджер Эберт отметил: по картине заметно, что она снималась в прошлую эпоху, некоторые её элементы выдают традиции пеплумов 1950-х годов. Тем не менее, режиссёрская рука, сложный политический подтекст, многомерные персонажи до сих пор смотрятся свежо и привлекательно.
Подбор актёров в картине специалисты оценили как весьма удачный. Критики практически единодушно высоко отметили игру ведущих актёров-британцев, воплотивших на экране отрицательных персонажей. При этом отзывы о положительных героях оказались разноречивыми. Роджер Эберт одинаково высоко отозвался об игре как Оливье и Устинова, так и Кирка Дугласа. Босли Краузер уничижительно назвал Кирка Дугласа героем плохого вестерна, что особенно заметно рядом с классической игрой Оливье. Отрицательных отзывов заслужила актёрская игра Кёртиса. Особенно показательна крайне наигранная сцена исполнения песни возле костра. Негативного отзыва заслужил весь эпизод. Непонятно, зачем было переносить натурную сцену в павильон с фальшивым задником. Попытки Кёртиса изобразить менестреля Краузер охарактеризовал как клоунаду.
Критики высоко оценили работу Устинова и считали, что его комедийный дар добавляет весьма уместные нотки юмора в драму. Несколько скомканная сюжетная линия Гракха в исполнении Чарьза Лоутона, в которой заметен не совсем удачный монтаж его сцен, показывает, что потенциал картины и её актёров не был полностью использован. Сценарий здесь сильно проседает, фигуры противников Красса в сенате скорее марионеточные и падение Гракха внятно не объяснено. Это ещё один пример того, что «Спартак» — не фильм Кубрика. Даже в таких условиях актёрская игра Лоутона впечатлила критика. Каков мог быть его потенциал, видно, например, по такой картине, как «Совет и согласие», где он сыграл схожего с Гракхом персонажа.

### Значение
Как «10 заповедей» можно назвать символом заката эпохи Эйзенхауэра, «Спартак» стал одним из главных символов эпохи Кеннеди, символом свободного духа, терпимости к разным точкам зрения, пришедшим с новой администрацией. Успех либерально ориентированных «Спартака», «Плащаницы», «Исхода», морально поддерживал деятелей культуры, подвергшихся преследованию в послевоенные годы. «Исход», «Психо», «Спартак» имели во многом схожую судьбу. Так, «Психо» перенёс такие же проблемы цензурного характера. Парадоксально, но «Спартак» с его левым звучанием стал именно той картиной, от которой и пытался уберечь страну HUAC. В 1961 году Далтон Трамбо получил премию Союза учителей Америки за вклад в культуру. Церемония де факто прекратила преследование по отношению к нему и всем прокоммунистически настроенным деятелям искусства.
Очевидный марксистский контекст обеспечил картине значительную популярность в СССР. «Спартак» стал одним из лидеров советского кинопроката. Как отмечал критик Джонатан Розенбаум, «Спартак» всё равно остаётся, в первую очередь, голливудским фильмом, тем не менее пристальное внимание к картине было обеспечено тем, что фигура Спартака имела особое значение в социалистическом лагере, являясь частью идеологии. Балет Хачатуряна в постановке Якобсона, Моисеева и Григоровича, вышел на сцену впервые в 1956 году. Поставленный совершенно независимо (либретто создано по роману Джованьоли), он стал ответом фильму Кубрика по другую сторону железного занавеса и развитием тем, поднятых в картине. В нём, как и в фильме, политическая борьба и война раскрыты через противостояние двух личностей: Красса и Спартака. Если для пеплумов вполне характерным был преобладающий мужской актёрский состав, для балета ведущие мужские партии были необычны . Широкая международная известность картины и балета Григоровича, привела к тому, что «Спартак» стал нарицательным понятием в гей-сообществе. Один из самых популярных путеводителей по гей-заведениям Европы Spartacus International Gay Guide, назван, в том числе, и в честь фильма.
«Спартак» стал очередной вехой в переходе от студийной системы к независимому продюсированию. Постепенно мода на пеплумы сходила на нет, что произошло после провала самого дорогостоящего фильма в истории Голливуда — «Клеопатры». Кубрик, впрочем, отмечал: «то, что является трендом для Голливуда, не является трендом для меня. Я подхожу к фильму с точки зрения того, как преподнести историю».

### Отсылки
Картина оказала значительное влияние на жанр пеплум, в особенности после возрождения интереса к нему с выходом на экраны «Гладиатора», в котором можно заметить мотивы картины Кубрика. В неопеплуме Ридли Скотта многие герои оказались практически списаны с персонажей картины 1960 года. Чернокожий нумидиец Джуба (Драбба), Проксимо (Батиат), Максимус (Спартак). Сенатор Гракх позаимствовал многие черты и даже имя из фильма Кубрика. В сериале «Рим» в репликах и в визуальном решении заметно наследие «Спартака». Героини сериала Атия и Сервилия подобны Крассу и Гракху в картине 1960 года. Заметное влияние картины Кубрика испытал Мэл Гибсон в «Храбром сердце». Уильям Уоллес в исполнении Гибсона поднял революцию, возглавил мятежную шотландскую армию и умер под пытками. Отсылки к Спартаку заметны и в последующих картинах Кубрика. Так, в «Цельнометаллической оболочке» учебка, где натаскивают молодых солдат, имеет много общего с гладиаторской школой в «Спартаке».
Одну из наиболее интересных пародий на Спартака, как и на весь жанр пеплумов, можно обнаружить в комедии «Житие Брайана по Монти Пайтону» в сцене «Я — Брайан!». Вообще сцена «Я — Спартак» часто упоминается и обыгрывается в американском кинематографе. Её вариации можно найти, например, в таких картинах как «Вход и выход», «Мир Уэйна». Концовка картины образно обыграна в картине «Кинг-Конг жив» с выжившим сыном главного героя.
Фильм вызвал многочисленные подражания в массовом итальянском кинематографе, своего рода, спагетти-пеплумах. Наиболее известным подражанием и сиквелом является картина «Сын Спартака» Серджо Корбуччи. Заслуживают упоминания также «Месть Спартака» и «День Мести», вышедшие в начале 1960-х. В этих картинах рассказывается история сына Спартака, выросшего и продолжившего дело отца, поднявшего новую смуту среди рабов.

## Восстановление и переиздания
В 1967 году картина вышла в повторный прокат с сильно сокращённой длительностью в 162 минуты. Дело уже было не в цензуре, а в обычной практике: картина была слишком длинной для повторного проката со сложившимся расписанием сеансов. Примерно такая же длительность картины была в телевизионных показах того времени. В 1991 году киностудия Universal решила отметить 30-летний юбилей картины, и оказалось, что копии удовлетворительного качества в архивах не сохранилось. Руководство компании приняло решение восстановить картину до первоначальной длительности прокатной копии 1960 года в 197 минут.
В октябре 1989 года к операции приступил Роберт Харрис, известный также по реставрированию «Лоуренса Аравийского». Инженеры провели несколько месяцев в поисках сохранившихся рабочих материалов картины в запасниках студии в Лос-Анджелесе. Они обнаружили примерно 2000 коробок с плёнкой, в которых нашёлся полный негатив картины. Цветной негатив оказался непригоден для восстановления из-за полной деградации качества плёнки. Зато инженерам удалось найти 65-мм чёрно-белые негативы, использованные как промежуточные материалы для проявки. При помощи светофильтра каждая копия фиксировала свой цвет, с тем, чтобы после экспозиции напечатать окончательную полноцветную копию. Обычно такого рода запасные материалы киностудии долго не держат, и в случае «Спартака» они сохранились случайно. Для операции также частично использовалась 35-мм копия длительностью 182 минуты, предоставленная частным коллекционером, а также, частично, версия картины, использованная для показа на телевидении.
В основном, длительность была возвращена за счёт 4-минутной сцены «устрицы и улитки». Сцена была восстановлена и заново переозвучена при участии Тони Кёртиса и Энтони Хопкинса. Голос Хопкинса вместо скончавшегося в 1989 году Лоренса Оливье одобрила лично вдова актёра Джоан Плаурайт. Кёртис и Хопкинс не встретились лично в студии звукозаписи. Каждый из них записал свою часть в Лос-Анджелесе и Лондоне, соответственно. Инженеры звукозаписи затем свели диалог вместе.
Также была дополнена сцена убийства Крассом взбунтовавшегося Драббы (брызги крови на его лице) и добавлены сцены после победы над повстанцами в финале. Сцены сражений повстанцев редактору восстановления Харрису так и не удалось найти, так как киностудия уничтожила большинство архивных черновых фрагментов. Доподлинно известно, что эти сцены существовали. Несколько секунд из сцены битвы за Метапонт (Спартак, дающий сигнал к началу атаки) сохранились в трейлере картины.
Всего на эту операцию было потрачено примерно год усилий, бюджет составил примерно 1 млн долларов. Премьера восстановленной версии состоялась 21 апреля 1991 года в Нью-Йорке в кинотеатре Ziegfeld. Восстановление стало возможным благодаря фонду AFI. Журнал Variety высоко оценил усилия команды и в особенности Роберта Харриса. Данная версия стала основой для издания фильма на Laser Disk. В 2012 году состоялся ограниченный выпуск восстановленной 70-мм копии фильма

## Комментарии
1. ↑  Роль впоследствии перешла к Стивену Бойду.
2. ↑  Манн впоследствии всё же снял пеплум «Падение Римской империи».
3. ↑  Сеть привилегированных кинотеатров с предварительным заказом билетов.
4. ↑  dreaming the death of slavery 2,000 years before it finally would die.
5. ↑  Эта теория рассматривалась некоторыми историками, хотя и не считается общепризнанной.
6. ↑  В СССР фильм вышел в прокат в 1967 году с дубляжем киностудии «Мосфильм».